# 古城駅 (昆明市)
古城駅（こじょうえき）は、中華人民共和国雲南省昆明市呈貢区に位置する昆明地下鉄4号線の駅である。

## 歴史
- 2020年9月23日：開業[1]。

## 隣の駅
昆明地下鉄
■4号線
梅子村駅 - 古城駅 - 可楽村駅